# Chloronemella fusiformis
Chloronemella fusiformis är en rundmaskart som beskrevs av Allgen 1929. Chloronemella fusiformis ingår i släktet Chloronemella och familjen Linhomoeidae. Inga underarter finns listade i Catalogue of Life.